# Christuskirche (Paris)

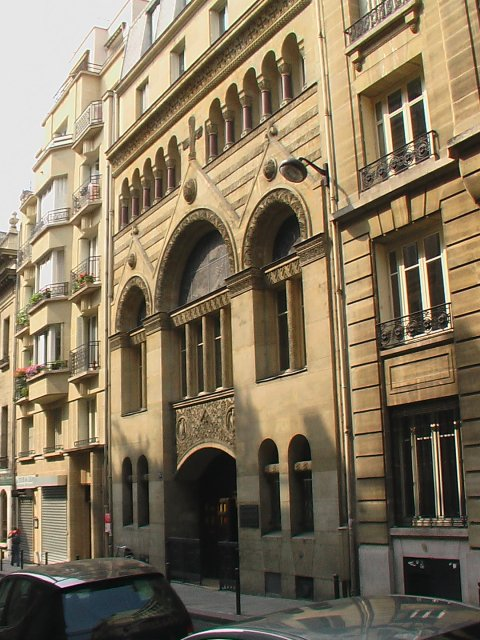
Christuskirche – 25 Rue Blanche

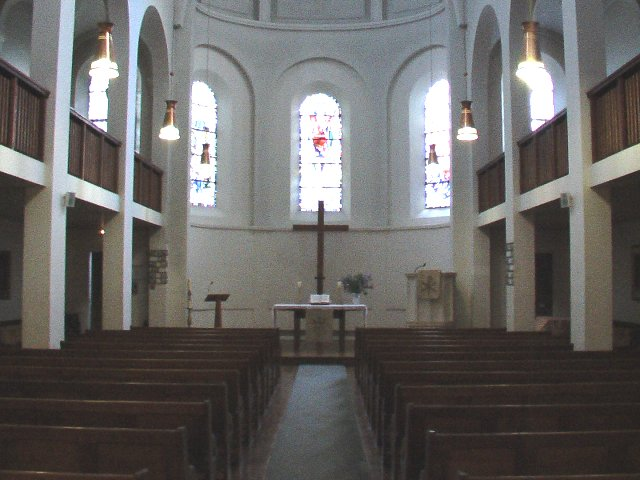
Innenraum, Blick zum Altar

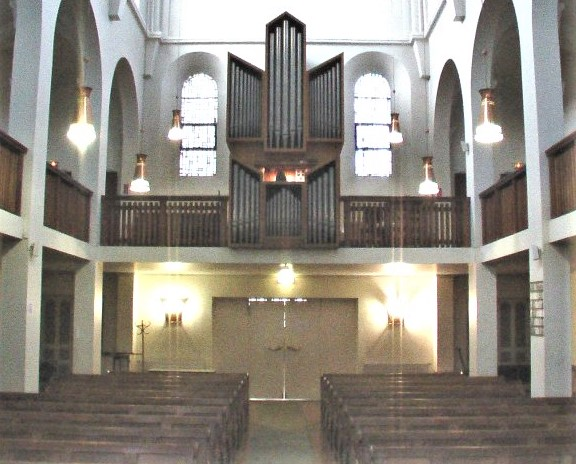
Innenraum, Blick zur Orgel

Die Christuskirche ist das Gotteshaus der Deutschen Evangelischen Gemeinde in Paris (25 rue Blanche, 9. Arrondissement). Sie wurde 1894 errichtet.

## Gemeinde
Im Jahr 2006 zählte die Gemeinde 329 Haushalte zu ihren eingeschriebenen Mitgliedern und 120 Freunde aus der gesamten Region Île-de-France, die teilweise lange Wege in Kauf nehmen, um an dem sonntäglichen Gottesdienst oder sonstigen Veranstaltungen teilzunehmen. Entsprechend lang und beschwerlich sind die Anfahrtswege der Pfarrer oder der Besuchsdienste zu den oft notwendigen Hausbesuchen.
Die Finanzierung der Gemeinde ist grundsätzlich anders als in Deutschland, da es in Frankreich keine Kirchensteuer gibt. Gemäß dem französischen Gesetz zur Trennung von Kirche und Staat sind die Kirchen in Frankreich Freiwilligkeitskirchen und müssen sich selbst finanzieren. Das gilt auch für die Christuskirche; allerdings bekommt sie Zuschüsse von der Evangelischen Kirche in Deutschland, die einen kleinen Teil der Ausgaben decken.
Die Eigenfinanzierung besteht im Wesentlichen aus Beiträgen und Spenden der Mitglieder und der Sympathisanten. Letztere, die „Freunde der Christuskirche“, erhalten gegen einen geringen Betrag das regelmäßig erscheinende Gemeindeblatt und weitere Informationen der Kirche. Des Weiteren werden die Kirche und die Gemeindesäle für Musikaufnahmen, Konzerte und Chorproben vermietet. Auch der jährliche Weihnachtsbasar bringt eine wichtige Zusatzeinnahme. Die Aufwendungen bestehen unter anderem in den Gehältern für Pfarrer und Sekretariat, der Unterhaltung der Gebäude und der Diakonie sowie der Herstellung des Gemeindebriefes.

## Geschichte

### Anfänge der deutschsprachigen evangelischen Gemeinden in Paris (1626–1798)
Die Anfänge der deutschsprachigen evangelischen Gemeinden in Paris gehen auf die schwedische Botschaft in Paris zurück. In Frankreich war evangelischer Gottesdienst nach dem von Heinrich IV. erlassenen Toleranzedikt von Nantes von 1598 nur an bestimmten Orten möglich, in Paris aber verboten. Evangelische Diplomaten, Adlige, Kaufleute und Studenten trafen sich daher auf dem exterritorialen Gelände der Schwedischen Gesandtschaft, um in der Sprache Luthers, auf Deutsch, Gottesdienst zu feiern. Der erste Pfarrer, Jonas Hambraeus, kümmerte sich aber auch um die zahlreichen Deutschen, vor allem die Flüchtlinge des Dreißigjährigen Krieges.
1679 wurde daraus eine offizielle Gemeinde, noch immer unter dem Schutz der schwedischen Botschaft, zumal nachdem Ludwig XIV. 1685 das Toleranzedikt Heinrichs IV. mit dem Edikt von Fontainebleau widerrufen hatte. Mit der Gemeindegründung versuchte man, drei Probleme der evangelischen Emigranten zu lösen: Durch eine Armenkasse half man den Bedürftigen, die von katholischen Institutionen nichts zu erwarten hatten; man organisierte eine Krankenpflege für diejenigen, die wegen ihrer Konfession in kein Krankenhaus aufgenommen wurden; man regelte die Bestattung der Verstorbenen, die auf den (katholischen) Friedhöfen keinen Platz bekamen.
Mit der Vertreibung der Hugenotten (der französischen Reformierten) aus Frankreich änderte sich die soziale Struktur der deutschsprachigen Gemeinde. Nach dem Tod Ludwigs XIV. 1715 kamen viele evangelische Handwerker und Facharbeiter nach Paris, um die vertriebenen oder ermordeten Hugenotten zu ersetzen. 1711 gewährte der schwedische König der Gemeinde daher den Status einer ordentlichen Gemeinde, er bezahlte fortan den – meist deutschen – Pfarrer. Der elsässische Theologe und Historiker Baer steht für den Aufstieg der Gemeinde: Trotz der Rechtslage entstand 1743 ein lutherisches Krankenhaus; die Toten konnten auf dem „protestantischen Friedhof für Ausländer“ offiziell bestattet werden; ab 1743 fand als Zeichen der Integration in die Gesellschaft einmal im Monat auch ein Gottesdienst in französischer Sprache statt. Baer wurde von Ludwig XV. geadelt.
Neben die Gemeinde in der schwedischen Botschaft trat bald eine zweite deutschsprachige Gemeinde in der dänischen Botschaft, zu der sich eher die evangelischen Arbeiter und das Dienstpersonal in Paris hielten. Der schwedische Zweig der Kirche geriet als vermeintlicher Anhänger der Royalisten in die Wirren der französischen Revolution 1789; die dänische Kapelle blieb davon unberührt. Die Revolution erleichterte die Einbürgerung von Ausländern und legalisierte den Protestantismus.

### Deutsch-französisch-lutherische Kirche im 19. Jahrhundert
Durch die Annexion des württembergisch-evangelischen Mömpelgard (Montbéliard) durch Napoleon stieg der protestantische Anteil der sonst nur in Elsass-Lothringen vorhandenen evangelischen Bevölkerung. Durch die articles organiques von 1802 garantierte Napoleon Religionsfreiheit. Die lutherische Kirche wurde anerkannte Staatskirche und der Pfarrer Beamter. Die Gemeinde erhielt die ehemalige Klosterkirche Les Billettes im Marais-Viertel in Paris. Diese Kirche mit dem ältesten noch vorhandenen Kreuzgang in Paris ist bis heute eine lutherische Kirche. Die Kirchenverwaltung und eine theologische Fakultät wurden in Straßburg eingerichtet. Ab 1821 wurde die Zahl der deutschen Einwanderer so groß, dass an jedem Sonntag auch ein Gottesdienst in deutscher Sprache gefeiert wurde. Gleichwohl ist das 19. Jahrhundert ein Jahrhundert der langsamen Trennung des deutschen vom französischen Teil in dieser lutherischen Kirche.
Unter dem Bürgerkönig Louis-Philippe, dessen Schwiegertochter (und damit potentiell zukünftige Königin) Helene zu Mecklenburg-Schwerin eine lutherische Prinzessin war, erlebte die Kirche ihre Blütezeit. 1843 wurde die repräsentative Église luthérienne de la Rédemption (Erlöserkirche) in der rue Chauchat im 9. Bezirk eingeweiht; sie ist heute Sitz der lutherischen Kirche in Frankreich. Auch Baron Haussmann, der als Präfekt der Seine-Region Paris durch eine radikale Umgestaltung sein heutiges Gesicht gab, war Mitglied dieser Gemeinde. Mit der Revolution von 1848 endete diese Blüte.
Aus politischen und ökonomischen Gründen zogen Tausende Deutsche nach Paris. 1848 lebten etwa 67.000 Deutsche in der Hauptstadt. Die Straßenkehrer etwa rekrutierten sich fast ausschließlich aus Hessen. Die soziale Not war groß; die Industrialisierung zog Arbeiter und Tagelöhner an, die in Elendsquartieren hausten. Die Erweckungsbewegung versuchte, der seelischen und sozialen Not zu begegnen. Pfarrer Meyer gründete mit der Mission évangélique parmi les Allemands eine erste diakonische Einrichtung, die von Deutschland aus mitgetragen wurde.
Von 1858 bis 1864 wirkte der große Organisator der Diakonie, Friedrich von Bodelschwingh, als Pfarrer in Paris. Er sammelte die verelendeten Arbeiter und vor allem ihre Kinder, baute Schulen, Einrichtungen und für die verarmten deutschen Einwanderer im Nordosten die Hügelkirche, die heute eine orthodoxe Kirche ist, und die Église luthérienne de l’Ascension (Himmelfahrtskirche) im Quartier der Batignolles, die 1866 eingeweiht wurde.
Mit dem Deutsch-Französischen Krieg 1870/71 verstärkte sich die Ablösung des deutschen Zweiges der lutherischen Kirche vom französischen. Die Gründe reichen weit ins 19. Jahrhundert zurück:
- Die Integration der deutschen Einwanderer blieb, vor allem sprachlich, schwierig.
- Die deutschen Pfarrer konnten keine Beamten werden und blieben damit immer Hilfspfarrer.
- Die Frage nach der Gottesdienstsprache blieb offen: zeitversetzt wurde er auf Französisch, dann auf Deutsch gefeiert. Die Deutschen fürchteten, dass sich die jungen Leute durch zu viel Französisch kulturell und religiös ihren Wurzeln entfremden würden.
- Die „Mission allemande“ stand organisatorisch neben dem Konsistorium (Kirchenverwaltung) und wurde zunehmend zum Instrument deutscher Interessen.

Die Niederlage Frankreichs im Krieg 1871 brachte den endgültigen Bruch:
- Durch die Annexion Elsass-Lothringens verlor die lutherische Kirche Frankreichs 90 Prozent ihrer Mitglieder, theologische Fakultät und Oberkonsistorium (Kirchenleitung) in Straßburg, die seither die eigenständige Kirche A.B. von Elsass und Lothringen bilden; viele frankophone Lutheraner flohen aus dem Elsass nach Paris.
- Schon 1870 hatten die meisten Deutschen Paris verlassen müssen, viele kehrten 1871 nicht zurück.
- Die diakonische Arbeit hatte sich in eine „Mission intérieure“ (innere Mission) für die Franzosen und einen von Deutschland aus organisierten und finanzierten „Deutschen Hilfsverein“ gespalten.
- Die Besitzverhältnisse waren unklar: Welchem Gemeindeteil gehörten die von Bodelschwingh gegründeten Kirchen? 1879 wurde ein Kompromiss erzielt, der aber nur provisorisch war.

Ab 1888 verfolgte der neue deutsche Kaiser Wilhelm II. eine aggressive Außenpolitik. Die deutsche Gemeinde sollte national ausgerichtet, selbstbewusst und selbständig werden. Seine Anhänger betrieben daher den Aufbau einer organisatorisch unabhängigen Gemeinde im Herzen von Paris. Wegen des Streits um die Gottesdienstzeiten in den Kirchen Rédemption und Les Billettes betrieb man den Bau einer eigenen Kirche, der Christuskirche in der Rue Blanche, die 1894 – fast ganz ohne französische Beteiligung – eingeweiht wurde.

### Deutsche Kirche im Wechselspiel der Geschichte des 20. Jahrhunderts
Bis es 1905 durch das Gesetz zur Trennung von Kirche und Staat zur strikten Trennung von Kirche und Staat  (laïcité) kam, blieb die Gemeinde formal Teil der lutherischen französischen Konsistorialkirche. Ab 1905 war sie – wie alle Kirchen in Frankreich – ein eigener Kultverein (association cultuelle). Nach innen war die Christuskirche am Anfang des 20. Jahrhunderts eine rein deutsche Kirche, die sich als konfessionelle, aber auch nationale Heimat in der Fremde verstand und alle sozialen und diakonischen Aufgaben selbständig organisierte. 1911 wurde vor die Kirche das bis heute bestehende Gemeindehaus mit Sälen, Büro und Pfarrwohnung gebaut. Die Hügelkirche in La Villette und die Billettes-Kirche gehörten weiterhin zur deutschen Gemeinde, die drei Pfarrbezirke umfasste.
Das Leben der deutschen evangelischen Gemeinde war gemäß dem Gesetz von 1905 weitgehend in Vereinen organisiert. Es existierten ein Doppelheim für Erzieherinnen und Dienstmädchen (seit 1886), ein Lehrlingsclub, ein Unterstützungsverein für die Deutsche Schule u. a. m. Noch bis 1914 expandierte das Gemeindeleben. Seit 1900 betreute der altpreußische Evangelische Oberkirchenrat (EOK) zentral für alle deutschen Landeskirchen evangelische Kirchengemeinden von Auslandsdeutschen.
Der Einheit von „Thron und Altar“ – der Kaiser war als König von Preußen zugleich oberster Bischof der preußischen evangelischen Kirche – und dem Patriotismus der Zeit folgend war die Gemeinde dieser Epoche eher deutsch als evangelisch-lutherisch. Entsprechend bedeutete der Kriegsausbruch 1914 das Ende der Gemeinde: Die Kirchen wurden konfisziert, die meisten Gemeindeglieder kehrten nach Deutschland zurück, alle Einrichtungen und Vereine wurden geschlossen. Erst 1927 konnte Pfarrer Dahlgrün unter schwierigen Bedingungen die Gemeindearbeit wieder aufnehmen, nach zähen, schwierigen Verhandlungen der Botschaft, unter Fürsprache der französischen Protestanten und unter den Voraussetzungen des Versailler Vertrags und der inzwischen auch in Deutschland erfolgten Trennung von Staat und Kirche. Auch in Deutschland mussten sich die Kirchen nach dem Ende des landesherrlichen Kirchenregiments nun in der Weimarer Republik 1918 selbst organisieren, ohne die Landesherren als oberste Bischöfe. Ab 1929 wuchsen gegen den politischen Trend die Kontakte zu den französischen evangelischen Kirchen, besonders unter den jungen Leuten. Die Weltwirtschaftskrise aber traf auch die deutsche Gemeinde empfindlich. Das Gemeindeleben beschränkte sich nun auf die Rue Blanche; die anderen Kirchen wurden verkauft.
Die Zeit von 1933 bis 1945 war für die Christuskirche eine äußerst ambivalente, schwierige Phase: Einerseits war die Gemeinde finanziell und personell vom Deutschen Evangelischen Kirchenausschuss abhängig, der ab 1934 von den Deutschen Christen, einer der NSDAP nahestehenden Bewegung in der evangelischen Kirche, dominiert wurde. Ab 1940 war die Gemeinde zudem Soldatengemeinde. Andererseits beherbergte sie Flüchtlinge und Verfolgte des Naziregimes. Die wünschenswerte Eindeutigkeit der Bekennenden Kirche war in Paris unmöglich.
1945 erfolgte erneut der Zusammenbruch: Die Deutschen verließen die Stadt, die Gebäude wurden erneut requiriert, die Gemeinde aufgelöst. Glücklicherweise bezogen drei kirchliche Institutionen das Gebäude in der Rue Blanche: das französische evangelische Flüchtlingshilfswerk CIMADE, die schwedische Israelmission und die französische „Seelsorge an evangelischen Ausländern“. Die gottesdienstliche, soziale und seelsorgerliche Betreuung übernahm der zweisprachige Bremer Pfarrer Franz de Beaulieu (1913–2007). Ab 1948 bündelte das „Comité luthérien d’Aide aux Réfugiés“ (CLAIR), das lutherische Hilfskomitee für Flüchtlinge, mit Hilfe des Lutherischen Weltbundes die Arbeit an den verbliebenen Deutschen.
Erst am 1. September 1954 wurde mit Pfarrer Dahlkötter die Gemeindearbeit offiziell wieder aufgenommen. Die Gemeinde war vertraglich mit der Evangelischen Kirche in Deutschland (EKD), aber nicht mehr mit einer (lutherischen) Landeskirche verbunden. Sie wurde zur Heimat für alle deutschsprachigen Christen evangelischer Bekenntnisse.
Mit der Verbesserung des deutsch-französischen Verhältnisses wurde auch die Arbeit leichter; die Kirche entwickelte sich zur Brücke zwischen Deutschen und Franzosen, wurde angeschlossenes Mitglied des Bundes evangelischer Kirchen in Frankreich, der „Fédération protestante de France“ (FPF). Eigentümer der Gebäude ist die Gemeinde erst wieder seit 1984.
Aus den zwei Pfarrstellen Paris West und Paris Zentrum sind inzwischen eineinhalb geworden, seit 1987 versieht stets ein von der Gemeindeversammlung der (freiwilligen und zahlenden) Mitglieder direkt gewähltes Pfarrerehepaar den Dienst in der Christuskirche. Organistin an der Christuskirche ist Helga Schauerte-Maubouet.

## Orgel

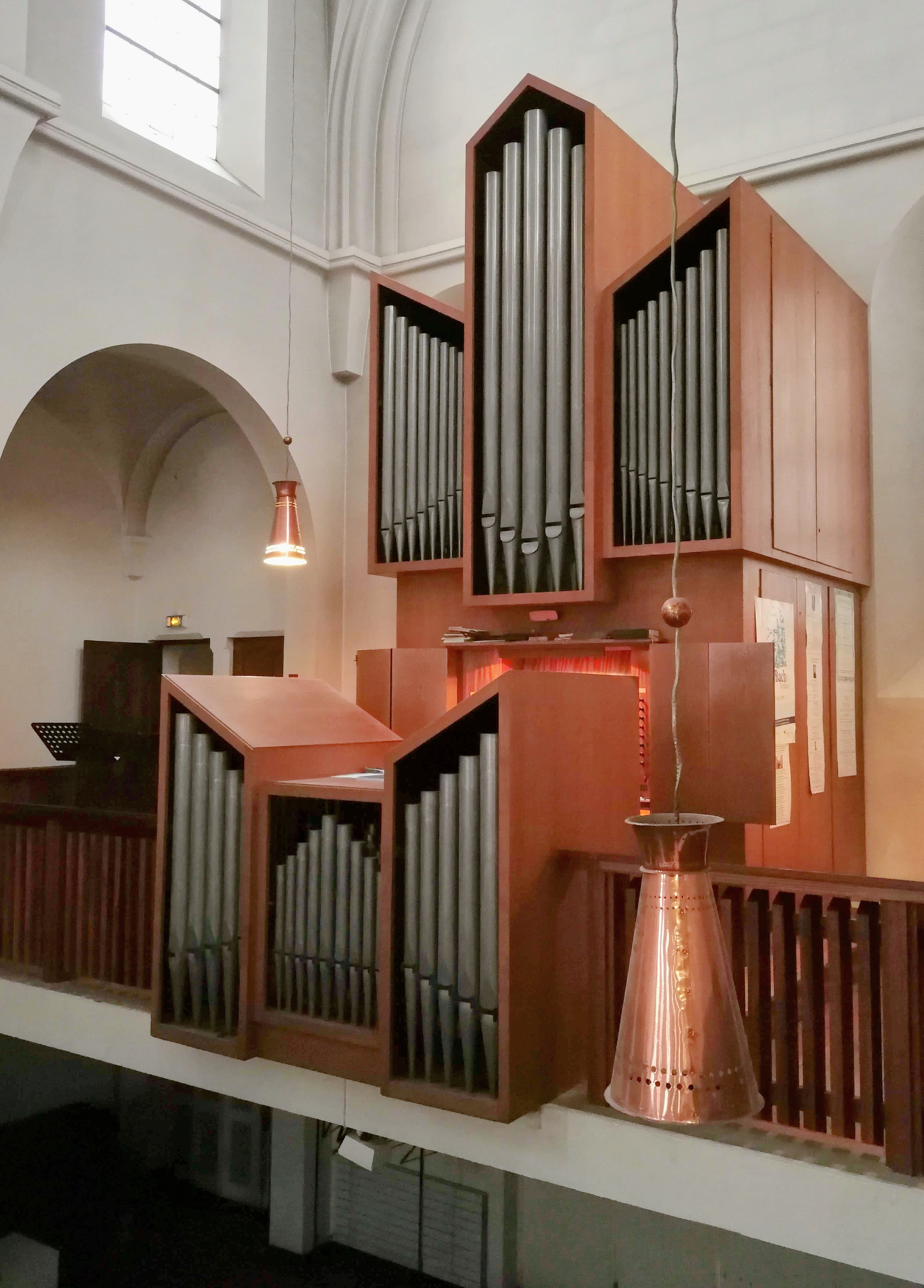
Orgelprospekt mit Rückpositiv

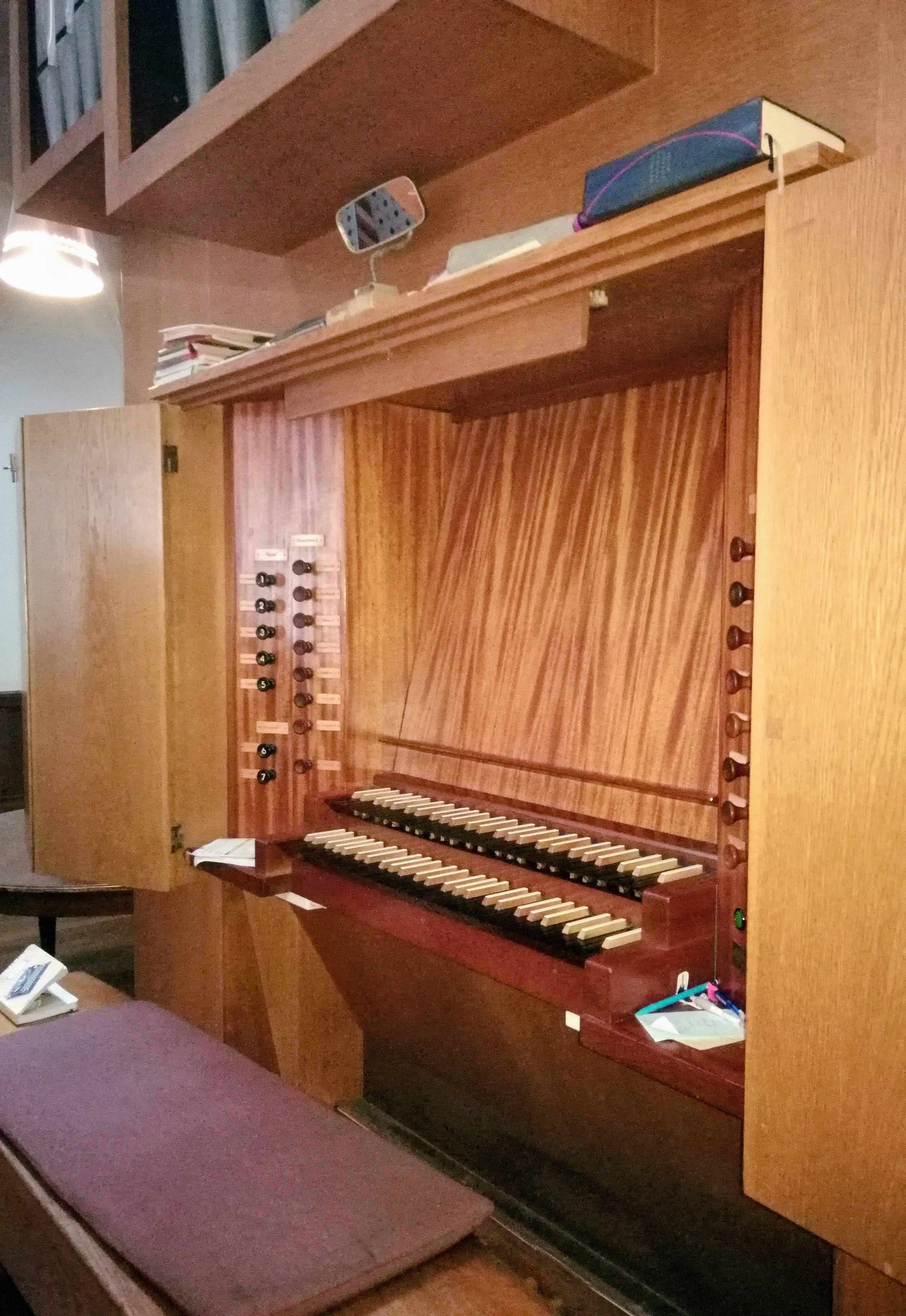
Spielschrank

Die Orgel wurde 1964 von der deutschen Orgelbaufirma Kleuker (Brackwede) erbaut. Das Instrument hat 19 Register auf zwei Manualen und Pedal. Die Spiel- und Registertrakturen sind mechanisch.
| I Rückpositiv C–g3 |       |
| Gedackt            | 8′    |
| Rohrflöte          | 4′    |
| Prinzipal          | 2′    |
| Quinte             | 1 ⁄3′ |
| Sesquialter II     |       |
| Scharff V          |       |
| Holzkrummhorn      | 8′    |
| Tremulant          |       |

| II Hauptwerk C–g3 |    |
| Prinzipal         | 8′ |
| Rohrflöte         | 8′ |
| Oktave            | 4′ |
| Koppelflöte       | 4′ |
| Waldflöte         | 2′ |
| Mixtur VI         |    |
| Trompete          | 8′ |

| Pedal C–f1 |     |
| Untersatz  | 16′ |
| Prinzipal  | 08′ |
| Oktave     | 04′ |
| Nachthorn  | 02′ |
| Fagott     | 16′ |

- Koppeln: I/II, I/P, II/P